# Macrodampetrus unicoloripes
Macrodampetrus unicoloripes is een hooiwagen uit de familie Assamiidae.